# Pedro Ascencio Alquisiras
Pedro Ascencio Alquisiras là một đô thị thuộc bang Guerrero, México. Năm 2005, dân số của đô thị này là 6987 người.